# Gerhard Strack
Gerhard Strack (ur. 1 września 1955 w Kolonii, zm. 21 maja 2020) – niemiecki piłkarz występujący na pozycji pomocnika.

## Kariera klubowa
Strack zawodową karierę rozpoczynał w 1974 roku w klubie 1. FC Köln z Bundesligi. W tych rozgrywkach zadebiutował 24 sierpnia 1974 w przegranym przez 0:1 meczu z Rot-Weiss Essen. 30 listopada 1974 w wygranym 3:2 pojedynku z Tennis Borussią Berlin strzelił pierwszego gola w Bundeslidze. W 1. FC Köln spędził 11 lat. W tym czasie zdobył z klubem mistrzostwo RFN (1978), 3 Puchary RFN (1977, 1978, 1983), a także wywalczył wicemistrzostwo RFN w 1982 roku.
W 1985 roku Strack odszedł do szwajcarskiego FC Basel. Występował tam przez 2 lata. W 1987 roku został zawodnikiem Fortuny Düsseldorf, grającej w 2. Bundeslidze. W ciągu roku rozegrał tam 17 spotkań i zdobył 2 bramki. W 1988 roku zakończył karierę.

## Kariera reprezentacyjna
W reprezentacji RFN Strack zadebiutował 13 października 1982 w wygranym 2:1 towarzyskim meczu z Anglią. 20 listopada 1983 w wygranym 2:1 pojedynku eliminacji Mistrzostw Europy 1984 z Albanią strzelił pierwszego gola w kadrze.
W 1984 roku był uczestnikiem Mistrzostw Europy. Nie wystąpił na nich ani razu, a zespół RFN odpadł z turnieju po fazie grupowej. W latach 1982–1983 w drużynie narodowej Strack rozegrał w sumie 10 spotkań i zdobył 1 bramkę.